# 周大生
周大生（周大生珠宝股份有限公司，深交所：002867）是中國一家珠宝品牌。截至2023年三季度其门店数量已達4,831家，门店总数為全国珠宝连锁企业中领先。周大生主要從事珠寶首飾設計、推廣和連鎖經營。

## 品牌紀事
- 1999年，周大生在北京王府井开设第一家专柜。
- 2017年4月27日在深圳证券交易所挂牌上市。[2]

## 外部連結
- 官方网站